# پولین اتین
پولین اِتین (به فرانسوی: Pauline Étienne؛ زادهٔ ۲۶ ژوئن ۱۹۸۹) یک هنرپیشه اهل بلژیک است. وی اهل شهر ایکسل است. این هنرمند از کودکی به موسیقی و تئاتر علاقه‌مند بود و در نوجوانی برای یادگیری تئاتر به یک آموزشگاه تئاتر رفت. وی از سال ۲۰۰۸ میلادی تاکنون مشغول فعالیت بوده‌است. از فیلم‌هایی که وی در آنها نقش داشته‌است می‌توان به درس‌های خصوصی، راهبه، بهشت و ماما اشاره کرد.

## جوایز
- برنده جایزه لومیر برای بازی در فیلم سینمایی «صدای خاموش» - سال ۲۰۱۰
- برنده جایزه ماگریت آینده‌دارترین بازیگر زن برای بازی در فیلم درس‌های خصوصی